# Споменик убијеној дјеци Српског Сарајева
Споменик убијеној дјеци Српског Сарајева представља меморијално обележје у дворишту Основне школе "Свети Сава" у Источном Сарајеву. Споменик је званично отворен за јавност 13. септембра 2018. године. Посвећен је деци убијеној од стране бошњачких војника - припадника Армије БиХ на територији Српског Сарајева. Споменик је изграђен на иницијативу школског одбора и Организације породица заробљених и погинулих бораца и несталих цивила Истично Сарајево с циљем његовања сјећања на 120-оро убијене деце, од којих је најмлађе имало 16 мјесеци, најстарије 17 година. Као централни датум обележавања страдања погинуле деце изабран је 11. март јер су тог дана од стране муслиманске војске убијене две девојчице Наташа Учур и Милица Лаловић, иначе ученице Основне школе "Свети Сава". На споменику, који стилски симболизује голубове, уклесани су стихови песника Горана Врачара “Сумрак” који су посвећени страдалој деци. Споменик је израдио Борко Мочевић, према идејном решењу Врачара.